# FIFAフットボール・ムンディアル
FIFAフットボール・ムンディアル（FIFA futbol mundial）は、IMGの番組制作部門・TWI / IMG Mediaが制作する世界のサッカー事情を取り上げる情報番組である。題目はスペイン語で「世界のサッカー」の意。近年、FIFA（国際サッカー連盟）の冠がつくようになった。

## 概要
番組では試合情報よりもドキュメントに重きを置いており、毎回3-4つ程度のサッカーの話題、特に各国サッカーリーグの注目選手、あるいはサッカーをめぐる様々な諸問題点などをレポートしている。特徴として、世界的に余り知られていない中小国のサッカーの現状・トピックスもナショナルチーム・国内リーグ・クラブを含め多角的に網羅していることが挙げられる。また各大陸別のナショナルチームが激突する大陸選手権やワールドカップ、年代別の世界選手権などについては試合や大会の舞台裏を探るレポートも放送されている。最新の試合結果などを報告する他のサッカー番組と違い、サッカーにまつわる出来事、関わる人にスポットをあて、サッカーの本質・文化を掘り下げる内容で、この番組が好きな人間は真のサッカーファンであると言える。
日本ではGAORAで毎週金曜 22時00分 - 22時30分に、毎日放送でも2009年3月に週刊サッカー・ナビが終了したため、2009年4月から毎週水曜 3時前後に放送が開始され、2010年4月以降は毎週火曜 2時20分 - 2時50分、さらに2012年からは木曜3時前後に時間を変更している。
なお、2010年7月までは「ワールド・サッカーマガジン」のタイトル（ただし、番組表・EPG上でのみ表記され、放送中には登場しない）で866回（1年につき52回放送ならばおよそ16年8か月）にわたり放送されていたが、2010年8月より番組表・EPG上でも「FIFAフットボール・ムンディアル」に変更、放送回数も第1回からリセットされた。GAORA/MBSでの放送はアメリカで2014年12月末に放送された番組（2015年1月第2週放送分）で終了となった。
また、NHK BS1では20分枠で不定期に、サブタイトルとして「世界のサッカー」として放送されている。長年J SPORTS（FIFAの冠がつく以前はサブタイトルに「ワールドサッカーダイジェスト」）でも放送されていたが、2008年3月で終了した。独立局各局でも放送していたことがある。
なお、当番組と海外サッカー雑誌の「ワールドサッカーダイジェスト」（日本スポーツ企画出版社）、「ワールドサッカーマガジン」（ベースボール・マガジン社）とは無関係である。
日本語ナレーションは倉敷保雄が長らく務めている。極初期の頃は坂信一郎がナレーターを務めたり、また、ボイスオーバーには倉敷が司会をするFoot!で「ブルータス八戸」名で出演している八戸優や、「明石リリィ」名で出演している明石香織、「松尾にゃろめ」名で2010-11シーズンに出演した松尾まつお、枝村みどりらが出演している。